# Embalse de Alcuéscar
El Embalse de Alcuéscar, también conocido como pantano de Alcuéscar, es un embalse situado en la subcuenca del río Ayuela dentro de la provincia de Cáceres, en el término municipal de Alcuéscar. 
El embalse se dedica al abastecimiento de los pueblos de la Mancomunidad de Aguas del Ayuela.
Fue inaugurado en 1977 y es la primera de la presas que regulan el curso del Ayuela.